# Jovlon Ibrokhimov
Jovlon Ibrokhimov (tiếng Nga: Жавлон Ибрагимов; sinh ngày 10 tháng 12 năm 1990) là một cầu thủ bóng đá người Uzbekistan hiện tại thi đấu cho FC Bunyodkor. Anh thi đấu ở vị trí tiền vệ.

## Sự nghiệp
Ngày 24 tháng 2 năm 2011, trang chủ FC Bunyodkor thông báo rằng Jovlon Ibrokhimov là cầu thủ của Bunyodkor thi đấu mùa giải 2011.

## Quốc tế
Ibrokhimov thi đấu cho Đội tuyển bóng đá quốc gia Uzbekistan tại Vòng loại giải vô địch bóng đá thế giới 2014.